# Anna Liana
Anna Liana (ur. 5 czerwca 1937 w Warszawie, zm. 19 grudnia 2021 tamże) – polska entomolog specjalizująca się w prostoskrzydłych.
W 1959 roku ukończyła studia magisterskie na Uniwersytecie Warszawskim, zaś w 1967 roku uzyskała na tejże uczelni stopień doktora. W 1979 roku habilitowała się na Uniwersytecie im. Adama Mickiewicza w Poznaniu. W 1981 roku objęła stanowisko docenta w warszawskim Instytucie Zoologii Polskiej Akademii Nauk. W 1992 roku została prezesem Towarzystwa Fizjograficznego. Tytuł profesora nadano jej w 2002 roku.
Była autorką około 80 publikacji, w tym 68 oryginalnych prac naukowych. W swoich badaniach koncentruje się na systematyce, faunistyce i zoogeografii owadów prostoskrzydłych z rejonów krainy palearktycznej, Afryki i Ameryka Południowa. W swoim dorobku publikacyjnym ma także prace poświęcone owadom z innych rzędów ortopteroidalnych, tj. modliszkom, straszykom i karaczanom. Opisała liczne nowe dla nauki taksony, w tym 2 podrodziny, 7 rodzajów i 17 gatunków. Była członkiem rady naukowej Muzeum i Instytutu Zoologii PAN. Wchodzi w skład rady naukowej Przeglądu Przyrodniczego Klubu Przyrodników. W 2010 roku uhonorowana została Złotą Odznaką Polskiego Towarzystwa Entomologicznego.